# Giampaolo Di Paola
Giampaolo Di Paola, né le 15 août 1944 à Torre Annunziata, est un amiral italien.

## Biographie
Giampaolo Di Paola est chef d'état-major général des forces armées italiennes du 10 mars 2004 au 12 février 2008, puis président du comité militaire de l'OTAN du 13 février 2008 au 18 novembre 2011. Ministre de la Défense du gouvernement Monti entre le 18 novembre 2011 et le 28 avril 2013, il est le premier militaire à occuper une telle fonction sous la République et seulement le deuxième depuis le général Pietro Badoglio en 1943-1944.

## Décoration

### Décorations italiennes
- Grand-croix de l'ordre du Mérite de la République italienne
- Grand officier de l'ordre militaire d'Italie
- Croix militaire pour le service
- Médaille d'or du mérite pour un long commandement
- Médaille de la Mauricie
- Médaille du Mérite de l'ordre sacré militaire constantinien de Saint-Georges (it)

### Décorations étrangères
- Grand-croix de l’ordre de la Couronne ( Belgique)
- Grand-croix de l'ordre de Bernardo O'Higgins (en) ( Chili)
- Commandeur de la Legion of Merit ( États-Unis)
- Commandeur de la Légion d'honneur ( France)
- Commandeur l'ordre national du Mérite ( France)
- Chevalier d'honneur de l'ordre souverain de Malte ( Ordre souverain de Malte)
- Grand-croix de l'ordre pro Merito Melitensi ( Ordre souverain de Malte)
- Médaille de service au Kosovo ( OTAN)
- Médaille de la mission de maintien de la paix au Kosovo ( OTAN)
- Grand officier de l'ordre de l'Infant Dom Henri ( Portugal)
- Médaille de la vertu militaire ( Roumanie)
- Grand officier de l'ordre de Sainte Agatha (en) ( Saint-Marin)